# Horslunde Kirke
Horslunde Kirke er en kirke i byen Horslunde på det nordvestlige Lolland. Den ældste del fra omkring år 1200 er bygget i romansk stil, mens tårn og våbenhus er opført i 1400-tallet. Den hvidkalkede kirke med rødt tegltag har en halvrund apsis der hviler på en profileret sokkel. På apsissen findes en præsteindgang, der oprindelig var det midterste af tre romanske vinduer, hvoraf de to andre fortsat eksisterer.
Det sengotiske våbenhus blev i 1750´erne ombygget til Reventlow-familiens gravkapel, hvor bl.a. lensgreve Christian Detlef Reventlow (1710-1775) og hans to hustruer ligger begravet i kister bag et trægitterværk.
Nord for kirken ligger en anden Reventlow, Christian Ditlev Frederik Reventlow, begravet. Han var idémanden bag store landboreformer i Danmark.

## Eksterne kilder og henvisninger
- Wikimedia Commons har flere filer relateret til Horslunde Kirke
- Horslunde Kirke hos KortTilKirken.dk
- Horslunde Kirke hos danmarkskirker.natmus.dk (Danmarks Kirker, Nationalmuseet)

## Galleri
- Greve af Reventlow, Frederik Ernst Detlef´s gravsted